# Geórgios Andreas Papandreu
Geórgios Andreas Papandreu (grec: Γεώργιος Ανδρέας Παπανδρέου) (Saint Paul, Minnesota, 16 de juny de 1952), va ser Primer Ministre de Grècia. Anteriorment havia format part del govern de Kostas Simitis com a Ministre d'Afers Exteriors (1999-2004). També és president del Moviment Socialista Panhel·lènic (PASOK) des del febrer de 2004. És membre d'una saga familiar de polítics grecs, el seu pare (Andreas Papandreu) i el seu avi (Geórgios Papandreu) van ocupar respectivament el càrrec de Primer Ministre de Grècia en etapes anteriors. El 2006 va ser elegit president de la Internacional Socialista.

## Lideratge del PASOK
Els sondejos d'opinió indicaven que era molt probable que el PASOK fos derrotat en les eleccions nacionals del 2004 a favor del partit conservador Nova Democràcia, que es dirigia cap a una victòria aclaparadora. Per aquesta raó, el gener del 2004, el Primer Ministre Kostas Simitis va anunciar la seua dimissió com a líder del PASOK, i va recomanar Papandreu com a nou líder.
El 8 de febrer del 2004, el PASOK va introduir per primera vegada la celebració d'eleccions primàries obertes per a l'elecció de la direcció del partit. Encara que Papandreu no tenia cap oponent, es tractava d'una mesura dissenyada per a consolidar aquest sistema dins del partit i democratitzar-lo.
El maig del 2005, Papandreu va ser elegit vicepresident de la Internacional Socialista arran d'una proposta de l'expresident, António Guterres i, el gener del 2006, va ser elegit president per unanimitat.
En les eleccions generals del 2007, el PASOK va perdre de nou en favor de la Nova Democràcia de Kostas Karamanlís, pel que Evànguelos Venizelos i Kostas Skandalidis es van disputar el lideratge del partit amb Papandreu. Papandreu, però, va sortir reforçat després d'unes eleccións internes al novembre del mateix any.
El juny de 2009 i sota el seu lideratge, el seu partit va guanyar les eleccions europees del 2009. Quatre mesos més tard, el PASOK va guanyar les eleccions generals amb el 43,92% dels vots i 160 escons front al 33,48% del vots i els 91 escons de Nova Democràcia.

## Primer Ministre de Grècia

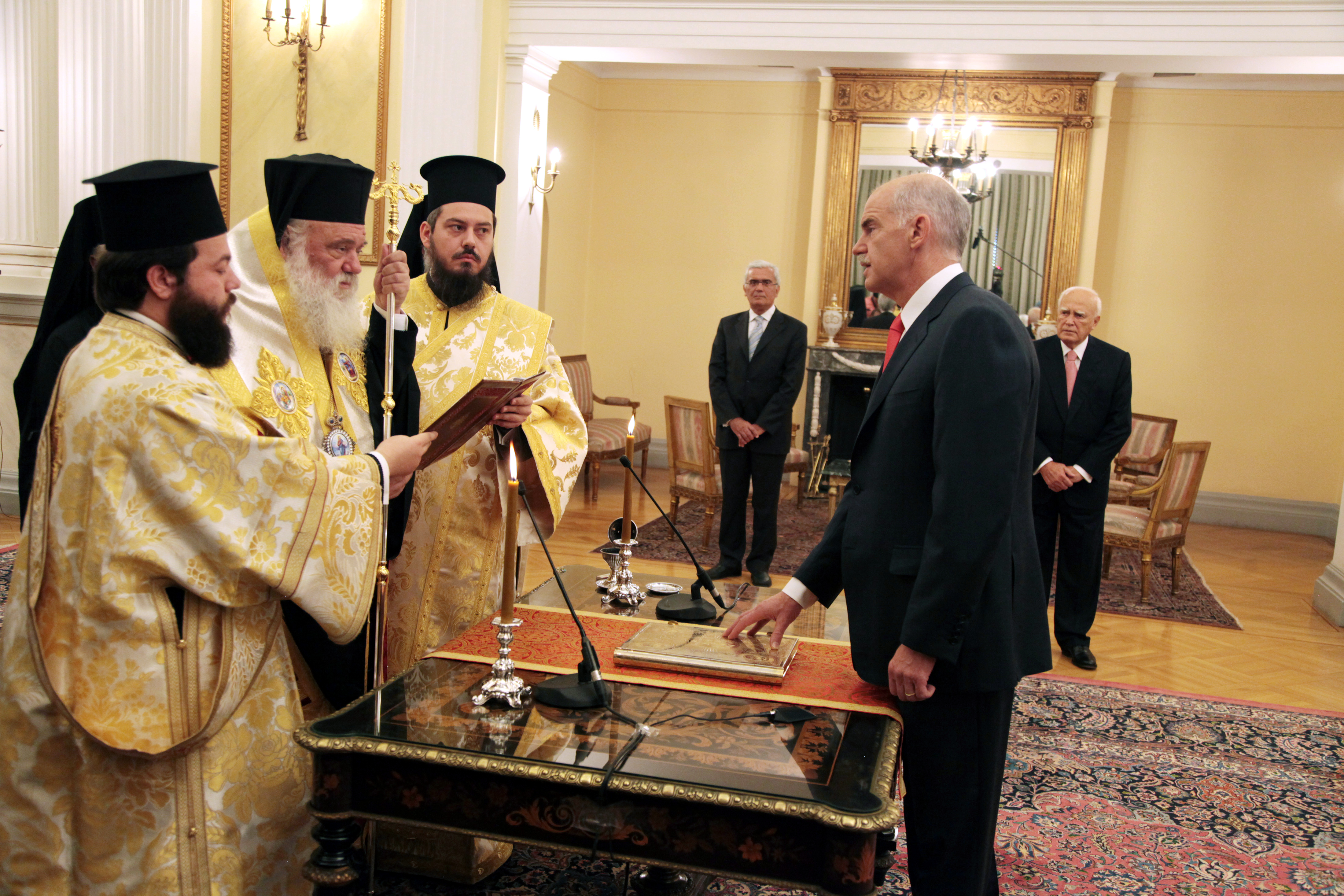
Yorgos Papandreu assumint com a Primer Ministre.

L'assumpció de Papandreu com a 182è Primer Ministre de Grècia va tenir lloc el 6 d'octubre de 2009. Pocs dies després, el govern de Papandreu va anunciar que les finances del país eren molt pitjors que les que s'havien anunciat per l'anterior govern conservador, amb un dèficit pressupostari del 12,7% del PIB, quatre vegades més alt que el límit fixat als països de la zona euro, i un deute públic de 410$ milions. Aquest anunci només va servir per empitjorar la greu crisi de l'economia grega, amb una taxa d'atur del 10%, i del país en què la qualificació del deute es redueix a BBB+, la més baixa de la zona euro. Papandreu va respondre mitjançant la promoció de mesures d'austeritat, reducció de les despeses, augmentar els impostos, congelació dels salaris i mesures addicionals de contractació i la introducció de mesures per combatre l'evasió fiscal rampant i la reducció del sector públic. El programa d'austeritat anunciat va causar una onada de vagues a tot el país i ha estat criticat d'insuficient per la UE i els ministres de les nacions de la zona euro per no satisfer els seus objectius de finançament.
En una enquesta publicada el 18 de maig de 2011, el 77% dels consultats afirmaven no tenir fe en Papandreu com a Primer Ministre per conduir la crisi econòmica grega

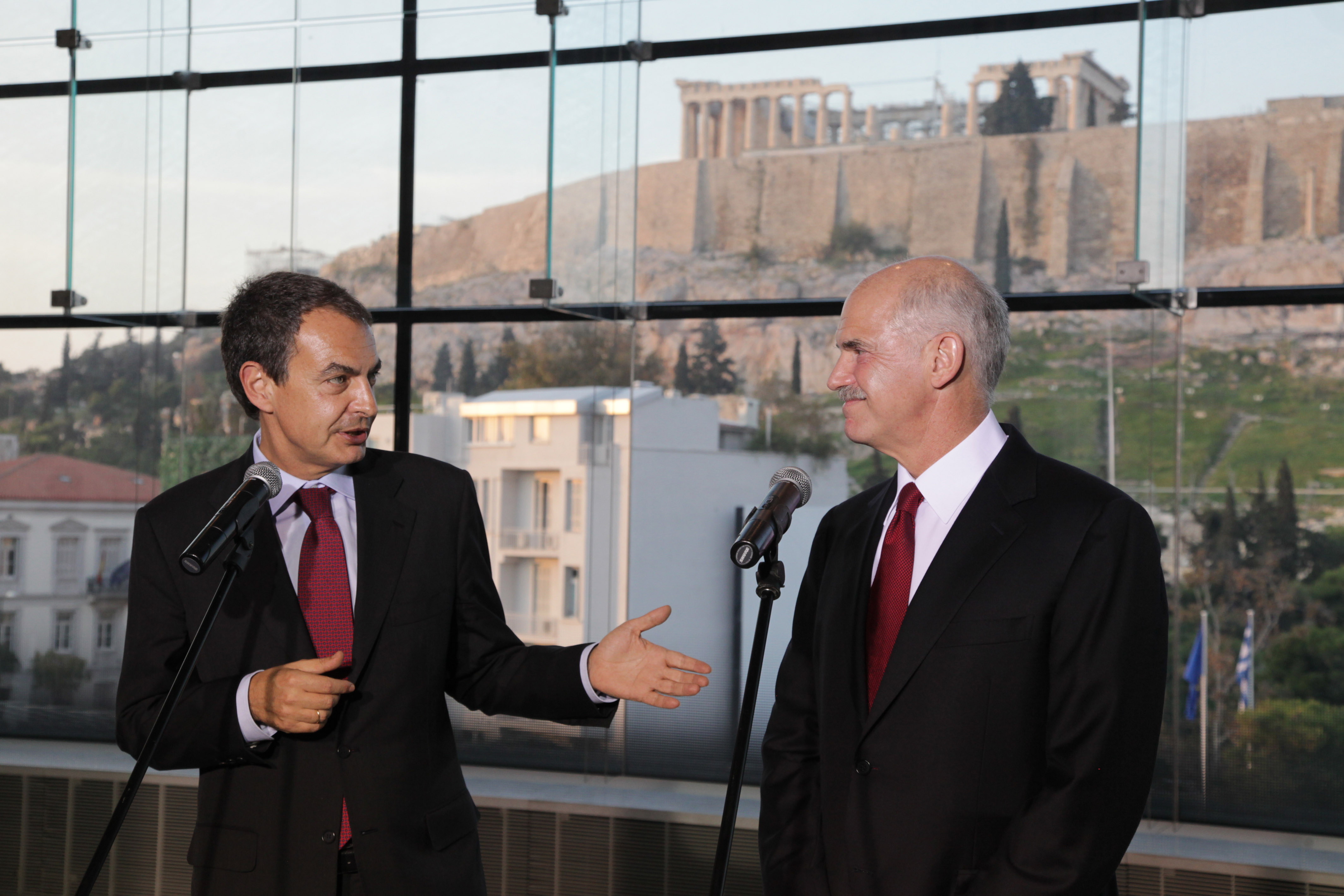
Zapatero i Papandreu a Atenes.

El 25 de maig de 2011, el moviment Democràcia Real Ja! va començar a realitzar protestes a Atenes i d'altres ciutats gregues. Les protestes pacífiques estan en curs, i es consideren com un signe de rebuig popular del Sr. Papandreu i les polítiques econòmiques del seu govern. Entre les demandes de les manifestacions al centre de la plaça d'Atenes, que afirmen haver estat concorregudes per més de 500.000 persones en un moment donat, estava la dimissió de Papandreu i el seu govern.
A la matinada del 22 de juny de 2011, Geórgios Papandreu i el seu govern van sobreviure a una moció de confiança al Parlament Grec, amb 155 dels 300 escons al parlament.
El 17 de setembre de 2011, es va cancel·lar una visita a l'edifici de l'FMI a Washington DC i a la Seu de l'ONU a la ciutat de Nova York enmig de la creixent preocupació sobre la crisi del deute del país
Una enquesta duta a terme l'octubre de 2011 per qüestió d'àmbit públic, en nom de Skai TV i Kathimeriní va mostrar que la popularitat de Papandreu s'ha reduït considerablement, dels consultats, només el 23% tenia una opinió positiva de George Papandreu. Tot i això, el seu principal oponent del partit conservador, Andonis Samaràs, obté una aprovació similar (28%).
El 31 d'octubre 2011 Papandreu va anunciar les intencions del seu govern de celebrar un referèndum sobre l'acceptació dels nous trams del pla de rescat proposats per la zona euro. Finalment, el 3 de novembre, després que l'oposició acceptés donar suport als nous trams del pla de rescat; sens dubte pressionada per l'anunci del referèndum i de les conseqüències que comportaria la victòria del no (la sortida de Grèica de la UE), Papandreu anuncià que no se celebrarà el referèndum per tal de pactar amb totes les forces polítiques del Parlament i formar un govern d'unitat que gestioni la delicada situació que travessa el país hel·lènic.
Va presentar la seva renúncia el 6 de novembre de 2011, a causa de la greu Crisi financera a Grècia de 2010-2011, tot i haver guanyat una moció de confiança al Parlament. Un cop pactat amb la principal força opositora el nom del seu sbstitut, l'11 de novembre dimiteix.
Les negociacions per al nomenament d'un nou primer ministre s'allargarien durant quatre dies fins a aconseguir un acord entre les principals forces polítiques. L'elegit va ser l'economista Lukàs Papadimos, pròxim a Papandreu, qui va prendre possessió del seu càrrec l'11 de novembre.